# Maenola
Genre
Maenola est un genre d'araignées aranéomorphes de la famille des Salticidae.

## Distribution
Les espèces de ce genre se rencontrent au Brésil, au Guyana et au Venezuela.

## Liste des espèces
Selon World Spider Catalog (version 18.0, 21/04/2017) :
- Maenola braziliana Soares & Camargo, 1948
- Maenola lunata Mello-Leitão, 1940
- Maenola starkei Simon, 1900

## Publication originale
- Simon, 1900 : Études arachnologiques. 30e Mémoire. XLVII. Descriptions d'espèces nouvelles de la famille des Attidae. Annales de la Société Entomologique de France, vol. 69, p. 27-61 (texte intégral).